# Xylotrechus formosanus
Xylotrechus formosanus är en skalbaggsart som beskrevs av Schwarzer 1925. Xylotrechus formosanus ingår i släktet Xylotrechus och familjen långhorningar.
Artens utbredningsområde är Taiwan. Inga underarter finns listade i Catalogue of Life.